# Groß Germersleben

Wappen von Groß Germersleben

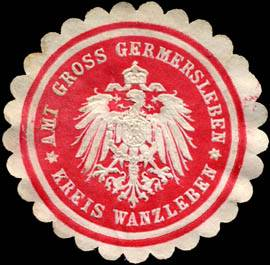
Siegelmarke Amt Gross Germersleben

Groß Germersleben (niederdeutsch: Groten Garmslä) ist ein Ortsteil der Stadt Oschersleben (Bode) in Sachsen-Anhalt, Deutschland.

## Geschichte
Eine erste urkundliche Erwähnung fand der Ort in einer Schenkungsurkunde aus dem Jahr 937. Otto I. schenkte Güter mit der Bezeichnung „Germesleva“ an das Mauritiuskloster in Magdeburg. In Urkunden taucht wenig später ein Graf Christian von Grimhereslebu auf.
Groß Germersleben wurde am 1. Januar 2003 in die Stadt Oschersleben (Bode) eingegliedert.

## Politik
Der Ortschaftsrat Groß Germersleben hat sechs ordentliche Mitglieder, darunter den Ortsbürgermeister Donald Dölle.

### Wappen
Das Wappen wurde am 16. März 1938 durch den Oberpräsidenten der Provinz Sachsen verliehen und am 10. Oktober 1991 durch das Innenministerium bestätigt.
Blasonierung: „In Blau ein goldener Spangenhelm mit schwarz-silbernen Helmdecke; auf ihm als Helmzier ein sitzender silberner rotbewehrter Windhund mit rotem Halsband, an dem ein goldener Ring befestigt ist.“
Der Name des Ortes (Grimhereslebu 937) geht auf den althochdeutschen Personennamen Grimheri (von grim = Helm) zurück. Aus diesem Grunde wurde der Helm gewählt. Die Helmzier und die Farben Schwarz, Silber und Blau sind dem Wappen der Familie von Kotze entnommen, die von 1489 bis 1830 hier ansässig war und mit den Geschicken des Dorfes eng verbunden ist.
Das Wappen wurde von dem Magdeburger Staatsarchivrat Otto Korn gestaltet.

## Wirtschaft und Infrastruktur
Die Landstraße 76 verbindet Groß Germersleben mit der B 246 bei Klein Oschersleben im Nordwesten und der B 180 bei Etgersleben im Südosten.
Die Bahnstrecke Magdeburg–Halberstadt–Thale verläuft nördlich des Ortes. Am Bahnhof Hadmersleben halten die Regionalbahnen von Oschersleben nach Magdeburg im Zweistundentakt. Der nächstgelegene Fernbahnhof ist Magdeburg Hauptbahnhof.

## Sehenswertes

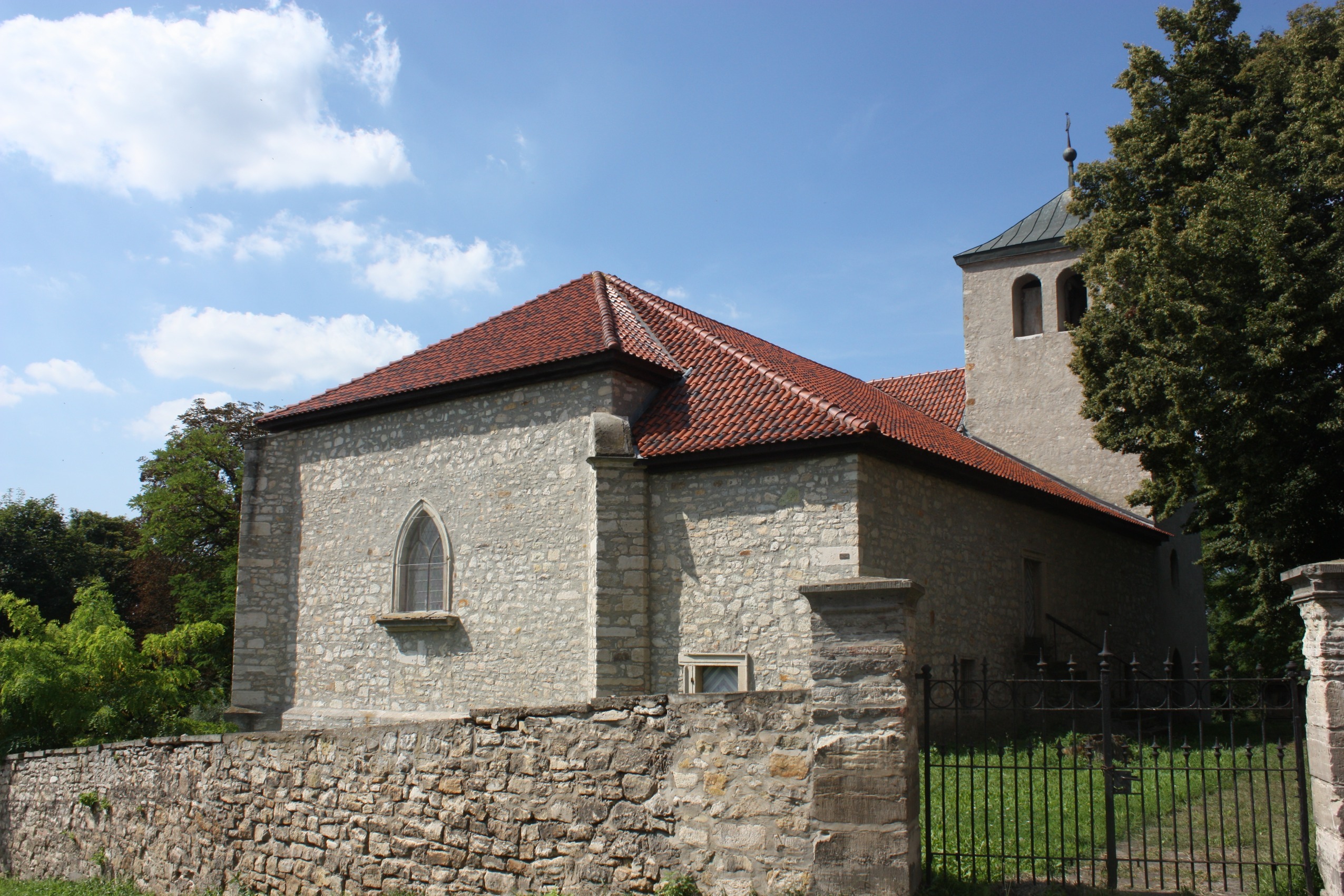
Die Dorfkirche

- Das Schloss Groß Germersleben zählte bis 1999 zu den Sehenswürdigkeiten des Ortes. Ein Feuer (Brandstiftung) zerstörte an diesem Tag das 400 Jahre alte Barockschloss. Im März 2013 kaufte ein Rechtsrock-Veranstalter das Schloss für 12.000 Euro, um auf dem zugehörigen Gelände Nazirock- bzw. Skinhead-Konzerte zu veranstalten. Allerdings konnte er die Auflagen der Stadt nicht erfüllen und so wechselte das Schloss 2014 erneut den Besitzer. Nun gehört es einem Privatmann aus Groß Germersleben.
- Der Kapellenberg im Osten von Germersleben ist ein Hügel mit etwa 30 m Durchmesser, der von einem Graben eingegrenzt wird und als Begräbnisstätte mehrerer Familien diente.[2]
- die evangelische Feldsteinkirche
- Am Haus Nr. 21 (inzwischen abgerissen) in der Straße der Freundschaft war eine Sonnenuhr aus dem Jahre 1824 zu sehen.

## Söhne und Töchter des Ortes
- Hans Wilhelm von Kotze (1802–1885), preußischer Beamter und Regierungspräsident von Köslin
- Gebhard von Kotze (1808–1893), preußischer Offizier, zuletzt im Range eines Generalleutnants
- Thilo von Trotha (1814–1888), preußischer Generalmajor